# Tirat Carmel
Tirat Carmel (en hebreo: טירת כרמל y  en árabe: طيرة الكرمل) es una ciudad del Distrito Haifa de Israel localizada a 12 km al sur de la ciudad de Haifa. Según la Oficina Central de Estadísticas de Israel (CBS), a finales de 2006 la ciudad tenía una población de 18,700 habitantes.

## Ciudades hermanadas
- Monheim am Rhein
- Maurepas
- Veszprém